# Ignaz Trebitsch-Lincoln

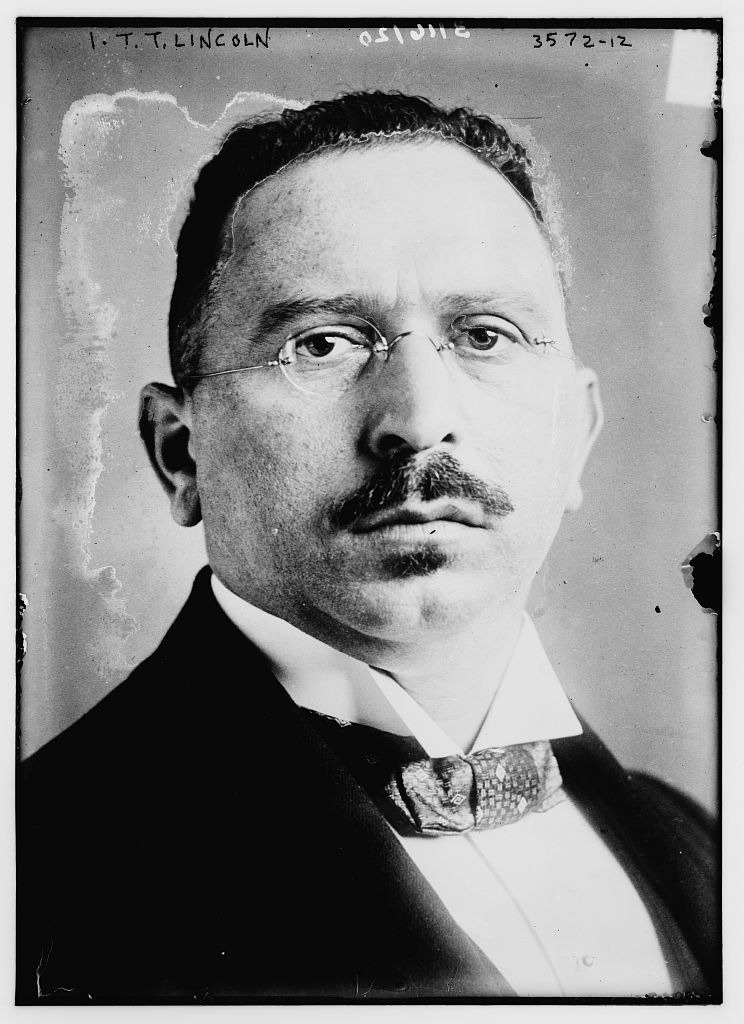
Ignaz Trebitsch-Lincoln (um 1915)

Ignaz Trebitsch-Lincoln (* 4. April 1879 in Paks, Österreich-Ungarn; † 7. Oktober 1943 in Shanghai) war Abgeordneter im britischen Unterhaus, Hochstapler, als Nachrichtenhändler für Deutschland, Japan, Großbritannien, USA tätig und wurde in China zum buddhistischen Mönch ordiniert. Er verbrachte wegen schwerer Betrügereien drei Jahre im Zuchthaus. Trebitsch-Lincoln war an utopischen Tibet-Plänen beteiligt und wie Gurdjieff, Blavatsky und Roerich von der Existenz mächtiger tibetischer Meister überzeugt, die über übermenschliche Fähigkeiten verfügen.

## Leben
Ignaz Trebitsch-Lincoln (eigentlich Abraham Schwarz, auch: Ignaz Thimoteus Trebitzsch, auch unter dem Namen Moses Pinkeles bekannt) wurde in der ungarischen Kleinstadt Paks in eine jüdisch-orthodoxe Familie geboren. Nach einem evangelischen Theologiestudium 1898 wurde er in Hamburg als Lutheraner getauft. Nachdem er eine Uhr gestohlen hatte, verließ er sein Geburtsland. Nächste Station war Kanada, wo er presbyterianischer Prediger wurde und eine Frau, Margarete Kahler, deutscher Herkunft heiratete; der Sohn Robert Trebitsch aus dieser Ehe gab sich sein Leben lang als Jude aus.

### In Großbritannien
Durch eine Beschäftigung als Sekretär eines Süßwarenherstellers knüpfte Trebitsch-Lincoln Kontakte nach Großbritannien. In dieser Position arbeitete er drei Jahre für den englischen Geheimdienst. Darauf ging er nach Großbritannien, wo er zunächst anglikanischer Priester war, dann Quäker wurde und 1910 als Liberaler Mitglied des House of Commons für den Borough Darlington gewählt wurde. Während des Ersten Weltkriegs war er Öl-Unternehmer auf dem Balkan und militärischer Zensor.
In London erhielt er vor Beginn des Ersten Weltkrieges eine Anstellung im Kriegsministerium in der Zensurstelle. Während des Krieges war er als Informant des deutschen militärischen Geheimdienstes IIIb und des österreichischen Evidenzbüros unter der Führung von Oberst Urbanski tätig. Die Informantentätigkeit für das deutsche Kaiserreich soll vor dem Krieg über den Militärattaché der Gesandtschaft in Den Haag Oberst Roland Ostertag begonnen worden sein. Nachdem er der Spionage für Deutschland angeklagt wurde, floh er 1916 nach New York, von wo aus er an Großbritannien ausgeliefert wurde. Hier wurde er wegen schwerer Betrügereien und Urkundenfälschungen zu drei Jahren Zuchthaus in London verurteilt.

### Zwischen Deutschland und China
Nach seiner Freilassung 1919 begab er sich auf den Kontinent, versuchte in Amerongen Kaiser Wilhelm II. zu interviewen, war dann 1920 Teilnehmer am Kapp-Putsch und für fünf Tage Chefzensor des Auswärtigen Amtes der Putschisten. Nach dem Scheitern des Putsches flüchtete er nach Wien. Wegen der Beteiligung am Staatsstreich und weiteren Putschplänen wurde er strafrechtlich verfolgt. Über den Balkan erreichte er Ende 1922 China, wo er den größten Teil seines restlichen Lebens verbrachte. Anfangs diente er dem chinesischen Warlord General Hu Hongijanmg. Für diesen war er vor allem als Waffenbeschaffer tätig.
Von dort aus unternahm er eine Reise nach Deutschland, um für die chinesische Armee den Kontakt zu Oberst Max Bauer zu vermitteln. Später war er in China Berater des chinesischen Warlords Wu Peifu. 1925 erhielt er die Erlaubnis, nach Großbritannien zurückzukehren, um sich von seinem Sohn zu verabschieden, der als Soldat wegen Mordes zum Tode verurteilt worden war. Als sein Schiff jedoch in Marseille landete, erfuhr er, dass sein Sohn schon hingerichtet worden war. Danach kehrte er nach China zurück und nannte sich ab 1931 Chao Kung. Im gleichen Jahr gab er seine Autobiografie „Der größte Abenteurer des XX,. Jahrhunderts!?“ heraus.

### In Shanghai
Ab 1932 hatte er sich dann in Shanghai niedergelassen. Trebitsch-Lincoln studierte in Ceylon (Sri Lanka) den Buddhismus und wurde in China zum buddhistischen Mönch ordiniert, worauf er eine Gruppe von dreizehn westlichen Buddhisten um sich scharte, denen gegenüber er sich als Abt ausgab. Im Winter 1939 forderte er die Regierungen von England, Frankreich, Deutschland und Russland zum Rücktritt auf. Derweil betätigte er sich in China für die deutsche Abwehr. Bei Nichtbeachtung seiner Forderungen würden ihm nahestehende tibetische Herren bis dato unbekannte Mächte und Kräfte unbekannten Ausmaßes entfesseln, gegen die sie völlig machtlos wären. Grundlage dieser Forderungen war die Beteiligung Trebitsch-Lincolns an fantastischen Tibet-Plänen. Er glaubte wie Georges I. Gurdjieff, Helena Petrovna Blavatsky und Nicholas Roerich an die Existenz mächtiger tibetischer Meister, die über übermenschliche Fähigkeiten verfügten.
Trebitsch-Lincoln behauptete, in einem tibetischen Kloster okkultes Geheimwissen erworben zu haben, obschon feststeht, dass er Tibet nie bereiste.
Zu Beginn des Jahres 1932 wurde er informeller Mitarbeiter des japanischen Geheimdienstes Kempeitai im chinesischen Shanghai sowie der ultra-nationalistischen japanischen Kokuryūkai. Um 1934 begann er sich mit der nationalsozialistischen Ideologie auseinanderzusetzen. In einem Brief an Adolf Hitler prophezeite er das Kommen einer indo-arischen Zivilisation. Mit Beginn des Zweiten Weltkrieges versuchte er von Shanghai aus wieder intensiver in das nachrichtendienstliche Geschäft einzusteigen. Spätestens seit 1941 war er als Informant eines dem Sicherheitsdienst der NSDAP (SD) zuzuordnenden Netzwerks in Shanghai tätig. Sein Führungsoffizier war anfangs der zum Netzwerk des deutschen Polizeiattaché in Tokyo, Josef Meisinger gehörende SS-Hauptsturmführer Franz Huber. Die von ihm gelieferten Informationen wurden an die deutsche Botschaft in Tokyo weitergeleitet und gingen von dort über den Tisch von Meisinger an das Reichssicherheitshauptamtes Amt. VI. Sie betrafen hauptsächlich Vorgänge in China, dort lebende Emigrantengruppen und buddhistische Organisationen. Ab 1941 war sein Führungsoffizier der deutsch-Amerikaner Frederick Anton Wiehl (1902–1982). Er starb in Folge einer Darmoperation durch den deutschen Arzt Dr. Bonde in einem Krankenhaus in Shanghai.

## Schriften (Auswahl)
- Revelations of an International Spy. New York: Robert McBride, 1916.
- Der größte Abenteurer des XX. Jahrhunderts!? Die Wahrheit über mein Leben. Leipzig/Zürich/Wien Amalthea-Vlg. 1931.